# 妻よ
『妻よ』（つまよ）はNHK総合テレビジョンの土曜ドラマで1994年12月10日に放送された単発テレビドラマ。事故が原因で突然身体と精神に障害を負う事になってしまった妻を介護する夫を描いた作品。

## キャスト
- 橋爪功
- 樋口可南子
- 三木のり平
- 長谷川真弓
- 田畑猛雄

## スタッフ
- 脚本 - 高木凛
- 演出 - 宮崎純
- 製作 - NHK（NHK大阪放送局）